# Крокова напруга
Кро́кова напру́га - електрична напруга, що виникає між двома точками поблизу струмопровідної лінії, яка торкається землі, на відстані одного кроку.

Схема виникнення крокової напруги

## Принцип дії
Крокова напруга - це напруга, яка виникає при обриві і падінні проводу на землю діючої лінії електропередач 0,4 кВ і вище. Шлях протікання струму не припиняється, якщо лінія електропередач не була відключена.
Чим ближче людина знаходиться до місця витоку струму, тим вищою є небезпека ураження при пересуванні в небезпечній зоні. На відстані 1 м від заземлювача зниження напруги становить 68%, на відстані 10 м — 92%. Практично на відстані 20 м і більше від місця торкання струмопровідної частини небезпечний вплив електричного струму на людину зводиться до нуля.
Напруга, що уражає людину, залежить від ширини кроку: чим більше крок, тим небезпечніше. Навіть невелика напруга в 50-80 В викликає мимовільні судорожні скорочення м'язів ніг і, як наслідок, падіння людини на землю. Якщо людина падає убік місця дотику, тоді вражаюча напруга стає смертельною. У загрозливій ситуації при виході з небезпечної зони необхідно застосувати ходу «п'ята — носок» у сторону від місця падіння струмопровідної частини.